# Горський замок
Го́рський за́мок — колишній замок, який існував у 16 — 18 ст. y старовинному місті Гори Великі, нині агромістечко Гори Горецького району Могильовської області Білорусі.
Він мав укріплення, побудовані за голландською фортифікаційною системою, основу яких становили земляні вали — куртини із 7 бастіонами, а також широкий і глибокий рів.
У російську війну з Польщею 1654—1667 років замок був окупований 9 жовтня 1654 року військами Олексія Трубецького під впливом звістки про капітуляцію Смоленської фортеці. У 1663 р. «фортеця Горська» згадується як дуже зруйнована, але в документах 1680-х років уже зазначається замок та міський острог. Востаннє укріплення Горського замку намагався використати y 1708 шведський король Карл XII. Пізніше Горський замок втратив своє військове значення.